# Conditor
Dans la mythologie romaine, Conditor (du latin «condo», mettre en réserve) était le dieu de l'entreposage du grain dans les granges.
Ce dieu, associé à Cérès, est célébré par le flamen cerialis,. Il s'agit probablement d'un équivalent de Consus.